# Снельман, Юхан Вильгельм

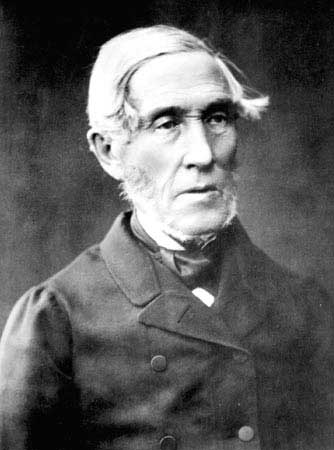
Снельман в 1870-е годы

Ю́хан (Йо́хан) Ви́льгельм Сне́льман (швед. Johan Vilhelm Snellman, 12 мая 1806[…], Стокгольм — 4 июля 1881, Танскарла, Нюландская губерния) — российский и финский философ, писатель, журналист, общественный и государственный деятель, идеолог финского национального движения, один из известнейших фенноманов XIX века. Сыграл ключевую роль в становлении финского языка в качестве государственного языка Финляндии и финской марки в качестве финской национальной валюты.

## Биография

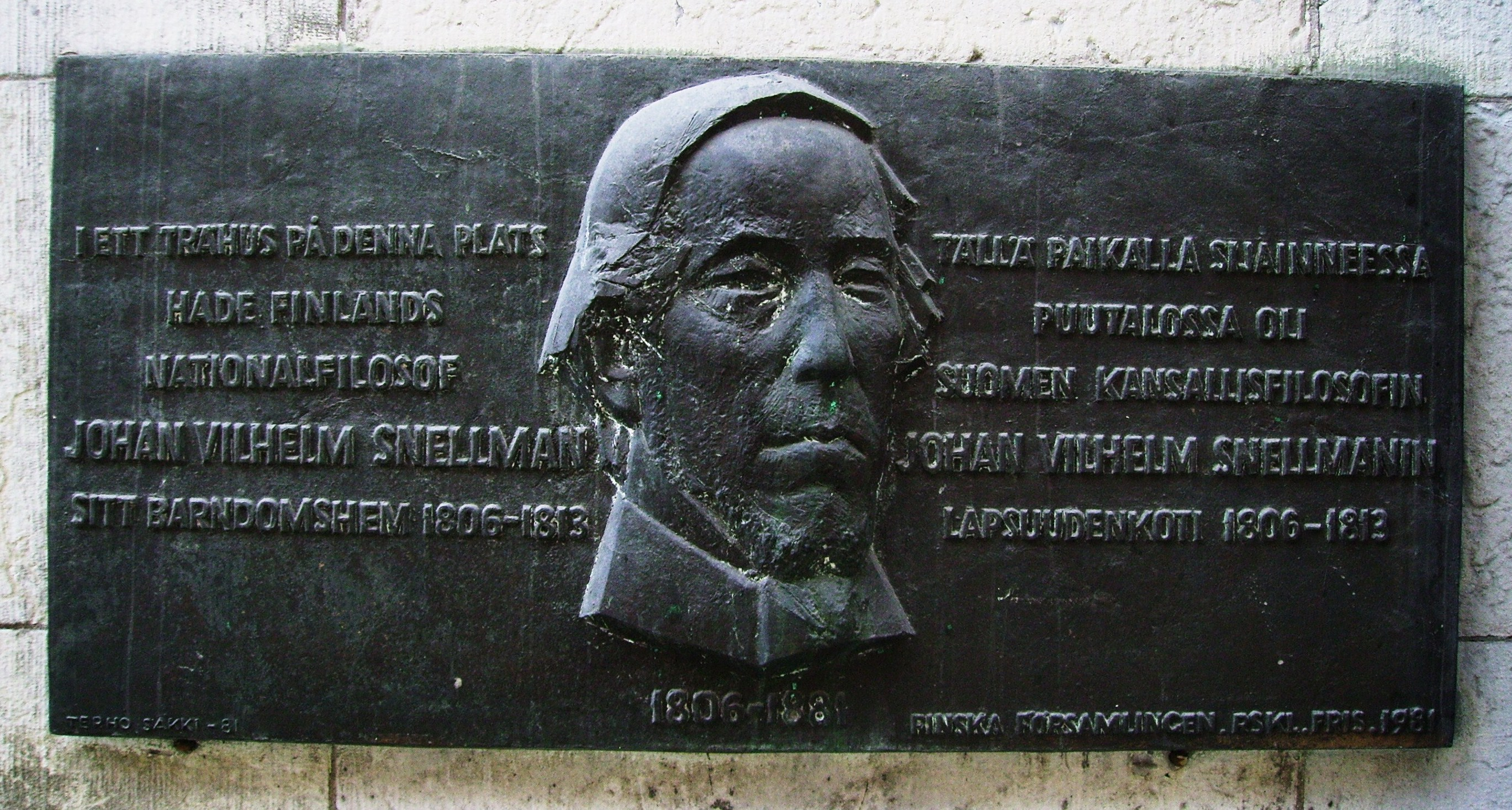
Дом в Стокгольме, в котором родился Снельман

### Детство
Предки Снельмана происходили из Похьянмаа (швед. Österbotten, фин. Pohjanmaa), где многие из них служили чиновниками или священниками. Его дед по матери Маттс Рёринг был землемером, а дед по отцу Герхард Снельман — капелланом. Отец, Кристиан Хенрик Снельман в самом конце XVIII в. учился в Уппсале, однако позднее увлёкся морем, стал обучаться навигационному делу, затем служил морским капитаном до 1834 г. В 1803 г. Кристиан Хенрик Снельман женился на Марии Магдалене Рёринг, которая, как и он сам, была уроженкой Остроботнии. Они поселились на острове Сёдермальм в Стокгольме, на котором в то время жили моряки и их семьи. В браке родилось пятеро детей, второй из которых, Йохан Вильгельм, появился на свет в Стокгольмской гавани на корабле Patience в 1806 году. В 1813 г. семья переезжает в город Коккола в Центральной Похьямаа, бывший тогда крупным морским портом. В 1814 году, когда Йохану Вильгельму было восемь лет, его мать умерла при родах дочери Анны в возрасте 34 лет. Отец, увлекавшийся чтением и религиозной философией, выйдя в отставку, обосновался в приобретённом им имении Пало в Алахярмя, в котором жил до своей смерти в 1855 году.
Снельман начал своё обучение в частных учебных заведениях в Коккола. В 1816 году Снельмана отправили на обучение в Улеаборгское тривиальное училище. В Улеаборге он жил у своей тёти Анны и её мужа, красильщика Пипониуса, а на лето выезжал в имение тёти в Рантсила. Двоюродная сестра Снельмана Мария Пипониус позднее стала женой Элиаса Лённрота.
В 1822 году пожар уничтожил Улеаборгское тривиальное училище, поэтому Снельману не удалось получить диплом об его окончании.
Лето 1822 года Снельман провёл в имении своей мачехи в Алахярмя. Там он встретил младшую сестру мачехи Анну Кристийну, жившую в Рауталампи, и у них завязался роман. Хотя ему было всего шестнадцать лет, а ей — значительно больше, они всё же были помолвлены.

### Учёба в университете

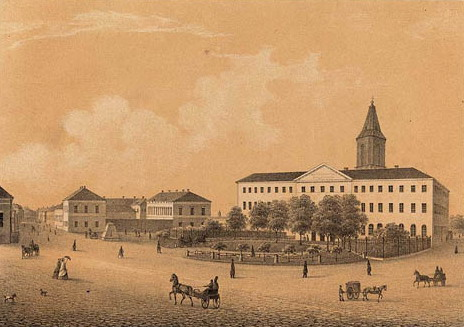
Абоская академия

5 октября 1822 г., в возрасте шестнадцати лет, Снельман был зачислен в Абоскую Императорскую академию. В том же году в эту же академию поступили Й. Л. Рунеберг и Элиас Лённрот, хотя они были старше Снельмана. Среди соучеников Снельмана были также Йохан Кьеммер, Йохан Якоб Нервандер и Фредрик Цигнеус. Большинство студентов Академии относились к романтически настроенной шведоязычной интеллигенции, сочувствовавшей фенноманам и разделявшей их идеи. Так, Адольф Ивар Арвидссон призывал к пробуждению финского национального духа и самосознания, и считал, что общий язык (финский) объединит фенноманов «внутренней идейной и духовной связью, которая укрепляет все партии и объединения».
Снельман планировал стать священником, и вскоре он получил теологическую стипендию. Периодически ему приходилось прерывать учёбу и работать домашним учителем, что оказало значительной влияние на его будущие взгляды на семью и воспитание. По некоторым сведениям, одно время Снельман ходил в море, возможно с отцом. Во всяком случае, он был осведомлён в мореходстве и позднее работал диспашером, специалистом по морскому страхованию.
Весной 1828 г. Снельману исполнилось 22 года, и он мог бы сдавать экзамены на право служить пастором, однако ещё предыдущей весной он принял решение продолжать учёбу для получения степени кандидата философии. Он и до этого углублённо изучал историю и литературу, а благодаря своему товарищу Й. Я. Нервандеру и инспектору студенческого землячества профессору
К. Г. Хельстрёму приобрёл некоторые познания в области физики и естественных наук. Также он выучил библейский греческий язык и латынь.
При сдаче кандидатских экзаменов по философии и греческому языку Снельман получил по этим дисциплинам высшие оценки. Греческий язык был основной изначальной специальностью куратора Снельмана Й. Я. Тенгстрёма, ставшего впоследствии профессором философии, и многих других ведущих преподавателей университета, а также, основной дисциплиной Рунеберга, ставшего близким другом Снельмана. Кроме того, энтузиазм вызвала освободительная война в Греции, и Россия, в состав которой в то время входила Финляндия, приняла сторону греков.
В сентябре 1827 года Абоская академия была уничтожена пожаром. После этого император Николай I решил перенести её в Гельсингфорс, где она возобновила свою работу в октябре 1828 г. как Александровский Императорский университет. Тогда Снельман успешно сдал экзамен для получения стипендии. После этого он сосредоточился на фундаментальном изучении философии Гегеля. В это же время Тенгстрём как раз начал преподавать в качестве профессора философии, опираясь именно на систему Гегеля. В шведских же университетах, в отличие от Гельсингфорсского, в доминировал идеализм Шеллинга, что было связано с тамошней литературой. В Финляндии Тенгстрём, его друзья и ученики отличались от идейного мира Швеции в отношении литературы, философии и политики. Философские течения были связаны с развитием событий в Европе, ставшей ареной столкновений старой системы, заложенной на Венском конгрессе, с новыми революционными устремлениями.
В 1828 году профессуры теоретической и практической философии были объединены в одну должность, на которую был назначен Тенгстрём.
В 1831 году Снельман защитил кандидатскую диссертацию, в 1832 получил степень магистра, а в 1835 стал доцентом философии.

### Субботнее общество

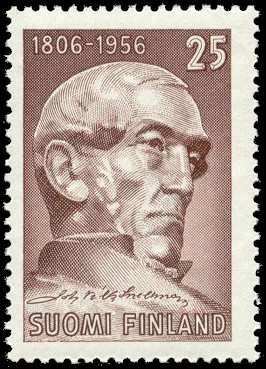
Снельман на почтовой марке Финляндии, 1956

В начале 1830-х годов Снельман тесно контактировал с другими студентами, проникшимися феннофильскими идеями. Единомышленники объединились в литературно-философский кружок «Субботнее общество», или «кружок Тенгстрёма», в состав которого вошли, в частности, Рунеберг, его супруга Фредрика, Сакариас Топелиус, Нервандер и Цигнеус. Каждую субботу участники общества собирались в доме одного из его членов, и беседовали о литературе и философии. Главным предметом бесед была философия и эстетика Гегеля и её осмысление с точки зрения задач финского национального движения и развития литературы в Финляндии. Сначала обществом руководил Нервандер, затем — Рунеберг. В 1832 году был основан печатный орган «Субботнего общества» — газета «Гельсингфорс Моргонблад» (Гельсингфорсская утренняя газета). Однако Снельман, будучи активным участником общества, тем не менее, не публиковался на страницах газеты из-за некоторых разногласий с возглавлявшим её Рунебергом. В частности, патриотизм Рунеберга был преисполнен благоговения перед родной природой, тогда как Снельман считал дремучие финские леса скучными.
В этот период Снельман обладал огромным влиянием как куратор и интеллектуальный лидер всего финского студенчества. В 1834 г. он стал исполняющим обязанности куратора большого студенческого землячества Похьянмаа, а когда оно разделилось, в 1837—1839 гг. был куратором землячества Северной Похьянмаа. Инспекторами землячеств был вначале Хельстрём, затем его сменил Тенгстрём.
До 1836 года он также преподавал латынь в Гельсингфорсском лицее, основанном членами «Субботнего общества», и опубликовал небольшой учебник по латинскому языку.
После отъезда Рунеберга в Борго 1837 году кружок фактически прекратил своё существование.

### За границей

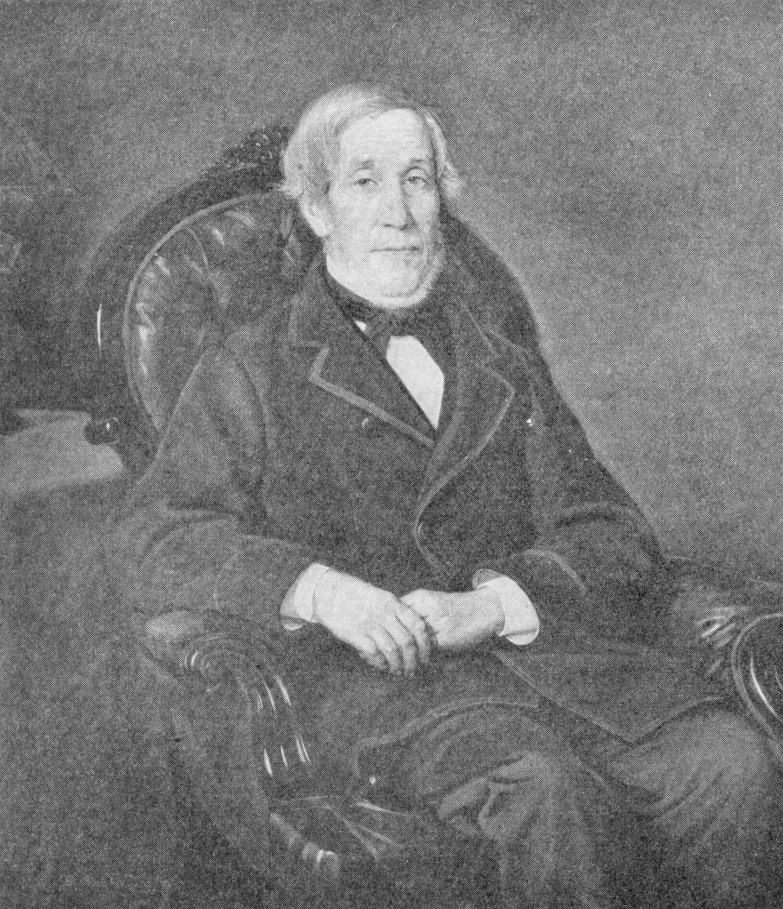
Ю. В. Снельман. Фотография из книги О. Линдеквиста «История Финляндии» (1906—1926).

После диссертаций, посвящённых абсолютности системы Гегеля и идее Лейбница о силе истории, в 1837 году Снельман издал учебник «Введение в логику», содержавший изложение концепций «бытия» и «сущности», выдержанное в соответствии с теорией Гегеля. Вторая часть учебника была запланирована, однако так и не появилась. Тем не менее, работа заинтересовала стокгольмского книгоиздателя З. Хоггстрёма в публикации трёхтомного учебника по учению Гегеля. В 1837 году Снельман издаёт в Стокгольме «Элементарный курс философии. Часть I, Психология», который появился на книжных прилавках в августе 1838 года. В 1840 году вышли вторая и третья части — «Логика» и «Теория права». В них Снельман следовал за более капитальными трудами Гегеля, и основаны они были на доцентских лекциях Снельмана.
Снельман обладал огромным влиянием как куратор и неофициальный интеллектуальный лидер всей студенческой молодёжи Финляндии. Он активно выступал с позиции осознанной нравственности и пытался переориентировать студенчество в направлении укрепления общей нравственности, чувства ответственности и товарищества. В этом же духе позднее было выдержано его сочинение «Студент Финляндии. Приветствие новичкам», которое раздавалось не одному поколению финских студентов. Из-за приверженности идее университетской автономии в вопросах преподавания и своего принципиального упорства у Снельмана стали возникать трения с руководством университета. Кроме того, Снельман хотел читать дополнительные лекции на тему академической свободы, что было неприемлемо в то время, когда нагнетались страсти из-за «великого кураторского конфликта». В результате судебного процесса он получил репутацию скандалиста, хотя и не лишился своего положения. Позже, в 1840 году он издал в Швеции брошюру «Об университетской учёбе», основанную на этих его планировавшихся лекциях и получившую хождение главным образом в финском варианте. Позднее он неоднократно возвращался к этой теме в статьях, а также в лекциях, прочитанных в 1856 году.
В 1836 году Снельман опубликовал в Швеции объёмную полемическую рецензию, а в 1837 году издал первую часть своего учебника. В 1837 году он опубликовал в Гельсингфорсе первый том литературного обозрения «Испанская муха» (швед. Spanska flygan), второй и третий номера которого вышли в 1840—1841 годах. Приехав в конце 1839 года в Стокгольм, Снелльман сразу стал помощником редактора еженедельника «Фрейя», войдя в ведущие литературно-политические круги Швеции. Статьи Снельмана в журнале «Фрейя» быстро приобрели известность. Он не был согласен с радикальной линией газеты «Афтонбладет», но в то же время не присоединялся к правительственному фронту. В своих статьях Снельман рассматривал проблему сеймовой реформы, таможенные вопросы, в целом понятия
государства, сословия, корпорации, народного хозяйства, а также школьный вопрос. Он уделил внимание национальному движению чехов, венгров и других народов, писал о критике библии Д. Ф. Штрауса.
На рубеже 1839—1840 годов Снельман написал «продолжение» к роману Альмквиста «Это возможно». В романе Снельмана «Это возможно. Картинка из жизни. Продолжение» описывалась последующая история и распад пары любовников — героев романа Альмквиста. Снельман предлагает выводы, соответствующие его учебнику по психологии, написанному в этот же период. Кроме того, он заложил основы представлений об обществе, которые затем изложил в труде «Учение о государстве» (1842). Позднее он вернулся к теме брака и любви в книге «Четыре венчания. Картины в манере Тербурга. Часть I. Любовь и любовь» (Стокгольм, 1843; немецкий перевод в 1844). Однако вторая и начало третьей части книги были изъяты из продажи и пущены в макулатуру.
Снельман также хотел преподавать в Уппсале, однако получил отказ. В 1840 году он отправился в путешествие — вначале он посетил Копенгаген, в конце сентября 1840 приехал в Тюбинген, а в конце мая 1841 отправился в поездку по Европе, посетив Вену, Берлин, Мюнхен, Прагу, Дрезден и Лейпциг. В Тюбингене Снельман написал книгу «Идея личности» (нем. Versuch einer speculativen Entwicklung der Idee der Persöhnlichkeit). Этот труд был связан с дебатами по философии религии, в ходе которых книга Штрауса внесла раскол в ряды последователей Гегеля и которые в целом породили большие научные и общественные дискуссии. В этот же период Снельман знакомится с трудами Монтескьё, Макиавелли, Вольтера и Фейербаха. Также он продолжал изучать сочинения Спинозы и Гегеля. Взгляды Гегеля и Штрауса расходились в понимании «общего» и «особенного» в индивиде, и об этом Снельман написал свою книгу.
Вернувшись в Стокгольм, Снельман продолжил заниматься литературной деятельностью — писал статьи и обширные рецензии, предложил свои услуги в качестве переводчика и автора комментариев к основному труду Штрауса, поделился своими впечатлениями о поездке в книге «Германия. Описания и воспоминания о путешествии 1840—1841».
Пребывание в Германии и Стокгольме сыграло огромную роль в духовном развитии Снельмана. Свои шведские встречи и впечатления он описал в цикле литературных портретов «Шведские силуэты», который был выпущен весной 1848 года в виде серии из четырёх больших статей в журнале «Литтературбладет». Важнейшими результатами зарубежных поездок Снельмана стали его труды, посвящённые проблемам личности, а также его основной труд в области социальной философии — «Учение о государстве», изданный в Стокгольме в конце 1842 года.
Поездка за границу способствовала тому, что Снельман увидел широкий горизонт и развитые экономику, политику и журналистику, познакомился с начинавшейся эрой «буржуазной публичности» и, таким образом, обрёл дистанцию, которая была необходима для критики ситуации в Финляндии.

### Жизнь в Куопио

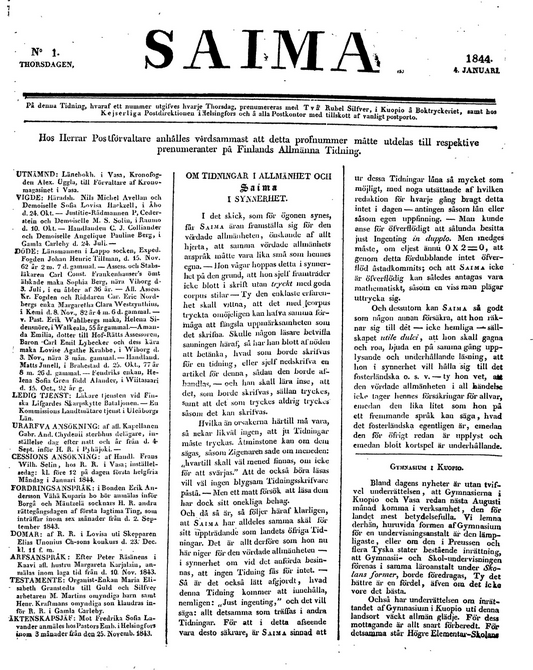
Заглавная страница первого номера газеты «Сайма».

Помимо трудов европейских философов, большое влияние на Снельмана и его взгляды оказала полемика о государственном статусе Финляндии, которую, опираясь на различные политологические и юридические аргументы, вели между собой И. Вассер и Й. Я. Нурдстрём, поддерживаемый А. И. Арвидссоном. Воодушевившись венгерскими, чешскими и ирландскими дискуссиями по национальным вопросам, Снельман уже летом 1840 года в письме к своим друзьям критиковал финляндское общество и социальную пропасть, отделявшую привилегированные сословия и университет от простого народа, которую он понимал прежде всего как языковой вопрос.
В конце 1842 года Снельман вернулся в Финляндию. Как и прежде, он стал читать лекции в университете, одновременно стараясь найти удобный случай изложить свои социальные взгляды в журналистской форме. Однако консул Г. О. Васениус отказал ему в должности второго редактора газеты «Гельсингфорс Тиднингар» (наряду с Топелиусом). Тем не менее, весной 1843 года Снельман был назначен ректором средней школы Куопио, где была типография, но не было местной газеты. Единственной публикацией, подписанной Снельманом в тот период, стала небольшая заметка 4 декабря 1843 года, извещавшая об издании газеты «Сайма». Газета стала выходить с января 1844 года на шведском языке.
Ещё в «Спанска Флюган», а затем в Швеции Снельман критиковал другие периодические издания, и это также стало характерной чертой «Саймы». Газета отражала требования нового, индустриализированного и современного общества, критикуя при этом старое, существующее общество. Однако, по мнению Топелиуса, программа Снельмана была утопична и преждевременна с точки зрения условий и возможностей Финляндии того времени. Сам Снельман, вероятно, видел преимущество жизни в провинции, где он мог проводить более жёсткую линию, тогда как в Гельсингфорсе его было бы легче заставить идти на уступки. Программа газеты «Сайма» представляла собой адаптацию идей «Учения о государстве» и «Фрейи» к финским условиям, при этом из политических соображений эти идеи подавались в полемическом ключе. Снельман применил к Финляндии дебаты, которые велись вокруг национальной идеи у чехов и венгров, дополнив идеи, навеянные ситуацией в провинции Саво. Ранее он усвоил взгляды на народное хозяйство и на активизацию народных масс, и в результате наряду с «Саймой» возникло издание «Друг крестьянина» (фин. Maamiehen Ystävä), в первых номерах которого давались советы по строительству хлевов, а также присутствовали размышления о происхождении финнов, тогда как в первом номере «Саймы» основное внимание было уделено «Истории рабочего класса» Гранье де Кассаньяка и перспективам обновления историографии, открываемым этим трудом. Основу «Саймы» составляли статьи, связанные с проблемами воспитания, женского образования, школ и университета. Много места отводилось также обзорам зарубежной, прежде всего шведской, литературы.
С лета 1845 года генерал-губернатор князь Меншиков начал следить за статьями из газеты «Сайма», которые для него переводились. Он приказал написать Снельману, что с предложениями, затрагивающими улучшения в общественной жизни, следует обращаться непосредственно к властям, а не вызывать публичное недовольство «нынешним положением страны». А весной 1846 года к газете был приставлен строгий цензор. Чиновников не устраивал прежде всего резкий и саркастический тон Снельмана, подрывавший их авторитет. Этот аспект стал ещё существеннее с обострением общеполитической ситуации в Европе весной и летом 1846 года в связи с восстанием в Кракове, деятельностью «профессорского парламента» в Германии, а также из-за Шлезвиг-Гольштинского вопроса. Всё это так или иначе было связано с интересами России. В конце 1846 года Сенат отменил разрешение на издательство «Саймы». Однако в начале 1847 года Снельман получил возможность распространять свои взгляды в ежемесячном журнале «Литтературблад» («Литературный листок для всеобщего гражданского просвещения»). Официально издателем журнала являлся Элиас Лённрот. Летом 1847 года Снельман совместно с Э. Й. Ленгманом предпринимает поездку в Германию, Францию, Бельгию и Англию с целью ознакомления с лесной промышленностью.
18 ноября 1845 года Снельман вступил в брак с семнадцатилетней Йоханной Ловисой Веннберг (14 января 1828 — 4 июня 1857), дочерью аптекаря из Куопио Андерса Веннберга и Авроры Олсон. В браке родилось семеро детей — Ханна (22.11.1846-1882), Андерс Хенрик (р. 16.8.1848-1911), Йохан Людвиг (14.3.1850-1909), Вильгельм (6.10.1851-1933), Магдалена, Карл (1855—1928) и Густав. Андерс Хенрик Снельман был сенатором юридического департамента Сената в 1905—1909 годах; Йохан Людвиг стал секретарём-докладчиком в Сенате; Вильгельм — окружным врачом и советником здравоохранения; Карл был начальником управления дорог и водных путей в 1909—1925 годах, а в 1917 году получил звание действительного статского советника; Магдалена и Густав умерли во младенчестве.

### Жизнь в Гельсингфорсе
В конце 1849 года Снелльман с семьёй переезжает из Куопио в Гельсингфорс, стремясь сменить Тенгстрёма на должности профессора философии в Гельсингфорсском университете. Однако его кандидатура была отклонена. После этого он подал заявление на пост профессора Уппсальского университета, однако вскоре отозвал его. Революция 1848 года и последовавшие за ней события оказали сильное влияние на взгляды Снельмана. По-видимому, он перестал верить в то, что общественный прогресс может быть быстрым, что только укрепило его в убеждении о важности просветительской деятельности.
Вскоре от Меньшикова поступило предложение возглавить газету «Финландс Аллменна Тиднинг», однако Снельман дал отказ. Он решил прекратить свою деятельность в области общественной критики и литературы, сосредоточившись на проблеме предпосылок экономического прогресса Финляндии.
В этот период Снельман работал помощником в конторе Хенрика Боргстрёма, коммерции советника. С целью разработки плана организации высшего коммерческого образования в Финляндии Снельман на средства Боргстрёма переводит на шведский язык работу американца Эдвина Фридли «Практическое пособие по предпринимательству».
В 1850—1854 годах Снельман ничего не издаёт, не работает доцентом, и вообще практически не участвует в университетской и научной деятельности. Зато он основательно вникает в вопросы экономики, железнодорожного и банковского дела, то есть в хозяйственное преобразование общества. В 1850 году Снельман совершил поездку в Ригу для знакомства с морским правом и расчётом страховых выплат по убыткам при мореплавании.
В декабре 1854 года, во время Крымской войны, Снельман сообщил редактору «Литтературблад» С. Г. Эльмгрену о своём желании вновь возглавить издание. В марте-апреле 1855 года вышел первый номер под редакцией Снельмана. В это же время император Николай I умер, на престол взошёл Александр II, а генерал-губернатором стал генерал Фредрик Вильгельм Ремберт фон Берг. В сентябре барон И. И. Мунк был назначен вице-канцлером университета. Вместе с министром статс-секретарём, исполняющим обязанности канцлера графом Александром Армфельтом, он пригласил Снельмана в университет. Первоначально речь шла об экстраординарной профессуре по «годегетике», науке о руководстве учебным процессом, однако вскоре было решено предложить Снельману ординарную профессуру по «философии морали и системе наук», то есть практической и теоретической философии. 30 января 1856 года Снельман был принят на должность по специальному приглашению. Вскоре после этого наименование должности было вновь восстановлено как «профессор философии».
Став профессором, Снельман начал чтение лекций о системе наук и обучении в университете, а позднее перешёл к «абстрактному правоведению», теоретической и практической этике (морали) и психологии, оставаясь в рамках манеры теоретизирования и стиля Гегеля. В 1860—1861 годах Снелльман исполнял обязанности профессора педагогики. В 1860 году ему присудили степень почётного доктора.
Снельман также пришёл к выводу, что залогом автономии Финляндии является политика лояльности по отношению к императору, как того требовала безопасность России. Таким образом, Снельман и примкнувшие к нему фенноманы стали на тот момент в какой-то мере противовесом либеральной линии. Для окончательного культурного оформления финской нации под покровительством императора было необходимо, чтобы большинство народа могло пользоваться плодами просвещения, что, в свою очередь, было невозможным без укрепления положения финского языка, на котором говорили широкие слои населения.
В 1862 году Снельман получил приглашение в комитет по подготовке созыва сейма. 21 марта 1863 г. он был назначен членом хозяйственного департамента Сената, а с 1 июля 1863 г. — начальником первого отделения финансовой экспедиции. В 1865 году Снельман был награждён орденом Святого Владимира третьей степени, а 21 ноября 1866 года возведён в дворянство.
Во время польского восстания 1863 года Снельман занял пророссийскую позицию. Во время визита императора в Финляндию в 1863 году он внёс предложение, чтобы тот в качестве награды финскому народу за его лояльность объявил о придании финскому языку статуса официального языка делопроизводства, а также о переводе финляндской национальной валюты (марки и пенни), учреждённой ещё в 1860 году, с рублёвого на международный серебряный стандарт. С первой частью император согласился, решение же по второй части отложил, поскольку оно затрагивало интересы России. Снельман также сыграл важнную роль в подготовке тронной речи для первой сессии сейма в сентябре 1863 года. Тогда же Снелльман покидает «Литтературблад», а вскоре издание вовсе перестало выходить.
Основным достижением Снельмана на посту сенатора стало проведение в 1865 году финансовой реформы, в результате которой марка наконец была отделена от рубля и привязана к серебряному стандарту. Это привело к ревальвации, а во время нескольких неурожайных лет реформа оказалась весьма нелёгкой. Усложнение получения кредитов вело к банкротствам, усугубляя тяжёлое положение голодных лет, однако в перспективе это доказало свою эффективность, укрепляя позиции финской экономики Финляндии в отношении внешней торговли. Для осуществления реформы Банк Финляндии мог независимо от России получать кредиты в Германии под гарантии сейма. Во время массового голода 1867 года Снельман работал над получением помощи и рационализацией её распределения, но делу мешали ограниченность доступных ресурсов, неразвитость транспортной инфраструктуры и ряд других причин.
С мерами по оказанию помощи был тесно связан вопрос о строительстве железной дороги на Санкт-Петербург. На этой почве возникли разногласия между Снельманом и новым генерал-губернатором Н. В. Адлербергом. Кроме того, финская общественность подвергла суровой критике финансовую политику Снельмана. В связи с этим, 27 марта 1868 года Снельману было предложено подать в отставку, а 15 июля его отставка была принята.
Летом 1869 года Снельман занял пост председателя правления Финляндского ипотечного союза. Однако здесь он также столкнулся с рядом трудностей, связанных как с последствиями голодных лет, так и с тем, что не всегда удавалось корректно оценить стоимость земли. Во время реформы 1878 года по переходу на золотой стандарт раздавались призывы к смещению его с должности, а на собрании объединения в 1881 году он не был переизбран на следующий срок.
С 1870 по 1874 гг. Снельман был председателем Финского литературного общества. Кроме того, он принимал участие в работе сессий сейма 1872 и 1877—1878 годов, а также вернулся к журналистике, особенно с 1876 года в фенноманской газете «Моргонбладет». В своих выступлениях он подчёркивал, важность для развития Финляндии не только сельского хозяйства, но и промышленности. На сессии сейма в 1872 году он подверг критике крестьян-землевладельцев, за их жестокое, по его мнению, отношение к сельскому пролетариату. Он отстаивал свои взгляды на пути внедрения финского языка, согласно которым, образованные слои населения должны были перейти со шведского языка на финский, при этом не должно было произойти раскола, при котором образованное сословие осталось бы шведоязычным, а продвижение финноязычной культуры осталось бы делом новых, развивающихся классов.
Позиция Снелльмана, поддерживаемая студентами-фенноманами, получила резонанс после убийства императора Александра II. Либеральный период в истории России на этом закончился, и в процессе формирования партий Финляндии свекомания и либерализм стали «растворяться друг в друге».

### Смерть и похороны
В мае 1881 года празднования по случаю 75-летия Снельмана превратились в общенациональную кампанию по распространению идеологии фенномании, устроенную радикально настроенным студенчеством. Главный праздник состоялся в Студенческом доме. Эта пропагандистская кампания усилила тенденции поправения среди либералов.
Вскоре после этого, 4 июля 1881 года, Снелльман умер в своём летнем доме в Данскарбю под Киркконумми. На его похоронах 7 июля 1881 года выступил с речью С. Топелиус. Всего за четыре года до этого Снелльман сам выступал на могиле Рунеберга. Топелиус говорил о Снелльмане и о его современниках; Снелльман, по его словам, был «гранитом, сильнейшим в действиях и самым волевым». Крестьянское сословие установило Снелльману надгробный памятник на кладбище Хиетаниеми в Хельсинки.

## День Снелльмана
12 мая, в день рождения Снельмана, с 1952 года в Финляндии отмечается «День финского самосознания» (фин. Suomalaisuuden päivä, до 1978 года — «День Снельмана»). В этот день над Финляндией ежегодно поднимается государственный флаг.
В 1906 году по случаю столетней годовщины со дня рождения Снельмана финский писатель и журналист Йоханнес Линнанкоски призвал носителей иностранных (прежде всего шведских) фамилий заменить их на финские. 12 мая 1906 года на страницах Финской Официальной газеты около 24 800 человек огласили свои новые финские фамилии. В этот же день был основан Союз Финского самосознания (фин. Suomalaisuuden liitto).

## Основные труды
Наиболее значимые труды
- Dissertatio academica absolutismum systematis Hegeliani defensura, Хельсинки, 1835
- Försök till framställning af logiken, Хельсинки, 1837
- Philosophisk elementarkurs, Стокгольм, 1837—1840
- Om det akademiska studium, 1840
- Det går an. En tafla ur lifvet, fortsättning, 1840
- Versuch einer speculativen Entwicklung der Idee der Persönlichkeit, Тюбинген, 1841
- Läran om staten Стокгольм, 1842
- Tyskland. Skildringar och omdömen från en resa 1840—1841, Стокгольм, 1842
- De spiritus ad materiam relatione, Хельсинки, 1848
- Alexander Castrenin elämäkerta

Публикации
- Samlade arbeten I—X (1892-98)
- Kootut teokset I-Xll (1928-32)
- Samlade arbeten I 1826—1840 (1992)
- Teokset 1-4 (1982-83)